# Guerra Greco-Turca de 1919–1922
A Guerra Greco-Turca de 1919–1922, também chamada de Guerra da Ásia Menor ou campanha grega da guerra de independência turca, foi uma série de confrontos militares ocorridos entre maio de 1919 e outubro de 1922, durante a partilha do Império Otomano, ocorrida ao término da Primeira Guerra Mundial. A guerra foi travada entre a Grécia e os revolucionários turcos do Movimento Nacional Turco, que posteriormente fundaria a República da Turquia.
A campanha grega foi iniciada depois que os Aliados, especialmente o primeiro-ministro britânico David Lloyd George, haviam prometido à Grécia território que pertencia ao Império Otomano. Ao fim da guerra a Grécia foi forçada a devolver todos os territórios conquistados durante o confronto, e iniciou um processo de troca de populações com a recém-fundada República da Turquia, de acordo com o Tratado de Lausanne — processo que deixou marcas nas sociedades dos países, e acirrou ainda mais as rivalidades já existentes.

## Tratado de Paz
O Tratado de Lausanne foi negociado depois que as forças aliadas pressionaram pela renegociação do Tratado de Sèvres, após ver os revolucionários turcos vencerem-nas separadamente em três campanhas militares diferentes (além dos gregos, os armênios e os franceses foram derrotados pelos turcos). Este novo tratado reconheceu a independência da república turca e a sua soberania sobre a Trácia Oriental e a Anatólia.

## Na literatura e nas artes
- Tasos Athanasiadis, As Crianças de Níobe (Τα Παιδιά της Νιόβης), romance foi adaptado posteriormente pela televisão grega em forma de série
- Louis de Bernieres, Birds Without Wings, 2004
- Thea Halo, Not Even my Name, livro de memórias, 2000
- Ernest Hemingway, On the Quai at Smyrna, em In Our Time, 1925
- Jeffrey Eugenides, Middlesex, romance vencedor do Prêmio Pulitzer de Ficção em 2003
- Panos Karnezis, The Maze romance de 2004
- Elia Kazan, America, America, filme de 1964 indicado ao Oscar de Melhor Filme
- Nikos Kazantzakis, Cristo Recrucificado (Ο Χριστός Ξανασταυρώνεται), romance de 1948
- Bohuslav Martinů, A Paixão Grega (Řecké pašije), ópera de 1961
- Dido Sotiriou, Adeus Anatólia (Ματωμένα Χώματα, 1962), Kedros 1997